# Maurice Bodson
Pour les articles homonymes, voir Bodson.
Maurice Bodson (Strépy-Bracquegnies, le 8 octobre 1944, mort le 24 octobre 2020 à La Louvière) est un homme politique belge, membre du Parti socialiste.
Il est diplômé de l' École normale de Mons, puis de Morlanwelz; éducateur; directeur d'un Centre de formation; économe dans un Athénée; membre des Jeunes Gardes socialistes de Bracquegnies (1959-); secrétaire national, ensuite vice-président chargé des relations internationales de la Confédération des Jeunes Socialistes; membre du Bureau national du PSB en tant que JS (1968); occupé dans des cabinets ministériels; vice-président de l' Intercommunale du Gaz en Hainaut; président du Syndicat d'Initiative de la Région du Centre; président du Centre dramatique de Wallonie pour l'Enfance et la Jeunesse.

## Carrière politique
- 1970-1976 : conseiller communal de Strépy-Bracquegnies
  - 1971-1976 : Échevin de la Jeunesse, des Sports et de la Culture
- 1976- : conseiller communal à La Louvière
  - 1984-1994 : Échevin des Travaux publics et du Patrimoine
  - 1995 : Échevin des Travaux publics et du Tourisme
- 1995-2004 et 2005-2009 : Député wallon et de la Communauté française, suppléant de Willy Taminiaux